# 8e étape du Tour d'Italie 2002
Pour un article plus général, voir Tour d'Italie 2002.
La 8e étape du Tour d'Italie 2002 a eu lieu le 20 mai 2002 entre les villes de Capannori en Toscane et de Orvieto en Ombrie sur une distance de 237 km. Elle a été remportée en solitaire quelques secondes devant le peloton par l'Espagnol Aitor González (Kelme-Costa Blanca) devant les Italiens Francesco Casagrande (Fassa Bortolo) et Gilberto Simoni (Saeco-Longoni Sport). Arrivé au sein du peloton principal, l'Allemand Jens Heppner (Telekom) conserve le maillot rose de cette édition du Tour d'Italie à l'issue de l'étape.

## Classement de l'étape
| \| Classement de l'étape \| Classement de l'étape \| Classement de l'étape \| Classement de l'étape \| Classement de l'étape \| \| Coureur \| Coureur \| Pays \| Équipe \| Temps \| \| --------------------- \| --------------------- \| --------------------- \| ---------------------- \| --------------------- \| \| 1er \| Aitor González \| Espagne \| Kelme-Costa Blanca \| 5 h 47 min 54 s \| \| 2e \| Francesco Casagrande \| Italie \| Fassa Bortolo \| + 4 s \| \| 3e \| Gilberto Simoni \| Italie \| Saeco-Longoni Sport \| + 4 s \| \| 4e \| Juan Manuel Gárate \| Espagne \| Lampre-Daikin \| + 4 s \| \| 5e \| Cristian Moreni \| Italie \| Alessio \| + 4 s \| \| 6e \| Ruggero Marzoli \| Italie \| Formaggi Trentini \| + 4 s \| \| 7e \| Eddy Mazzoleni \| Italie \| Tacconi Sport \| + 4 s \| \| 8e \| Davide Rebellin \| Italie \| Gerolsteiner \| + 4 s \| \| 9e \| Michael Boogerd \| Pays-Bas \| Rabobank \| + 4 s \| \| 10e \| Paolo Savoldelli \| Italie \| Index-Alexia Alluminio \| + 4 s \| |                      |          |                        |                 |
| |                      |          |                        |                 |
| |                      |          |                        |                 |
| Classement de l'étape |                      |          |                        |                 |
| Coureur | Coureur              | Pays     | Équipe                 | Temps           |
| 1er | Aitor González       | Espagne  | Kelme-Costa Blanca     | 5 h 47 min 54 s |
| 2e | Francesco Casagrande | Italie   | Fassa Bortolo          | + 4 s           |
| 3e | Gilberto Simoni      | Italie   | Saeco-Longoni Sport    | + 4 s           |
| 4e | Juan Manuel Gárate   | Espagne  | Lampre-Daikin          | + 4 s           |
| 5e | Cristian Moreni      | Italie   | Alessio                | + 4 s           |
| 6e | Ruggero Marzoli      | Italie   | Formaggi Trentini      | + 4 s           |
| 7e | Eddy Mazzoleni       | Italie   | Tacconi Sport          | + 4 s           |
| 8e | Davide Rebellin      | Italie   | Gerolsteiner           | + 4 s           |
| 9e | Michael Boogerd      | Pays-Bas | Rabobank               | + 4 s           |
| 10e | Paolo Savoldelli     | Italie   | Index-Alexia Alluminio | + 4 s           |

## Classement général
| \| Classement général \| Classement général \| Classement général \| Classement général \| Classement général \| \| Coureur \| Coureur \| Pays \| Équipe \| Temps \| \| ------------------ \| -------------------- \| ------------------ \| ----------------------- \| ------------------ \| \| 1er \| Jens Heppner \| Allemagne \| Telekom \| 41 h 13 min 28 s \| \| 2e \| Stefano Garzelli \| Italie \| Mapei-Quick Step \| + 3 min 33 s \| \| 3e \| Yaroslav Popovych \| Ukraine \| Landbouwkrediet-Colnago \| + 3 min 50 s \| \| 4e \| Eddy Mazzoleni \| Italie \| Tacconi Sport \| + 3 min 57 s \| \| 5e \| Francesco Casagrande \| Italie \| Fassa Bortolo \| + 4 min 08 s \| \| 6e \| Ángel Vicioso \| Espagne \| Kelme-Costa Blanca \| + 4 min 09 s \| \| 7e \| Paolo Savoldelli \| Italie \| Index-Alexia Alluminio \| + 4 min 27 s \| \| 8e \| Gilberto Simoni \| Italie \| Saeco-Longoni Sport \| + 4 min 29 s \| \| 9e \| Wladimir Belli \| Italie \| Fassa Bortolo \| + 4 min 39 s \| \| 10e \| Pietro Caucchioli \| Italie \| Alessio \| + 4 min 41 s \| |                      |           |                         |                  |
| |                      |           |                         |                  |
| |                      |           |                         |                  |
| Classement général |                      |           |                         |                  |
| Coureur | Coureur              | Pays      | Équipe                  | Temps            |
| 1er | Jens Heppner         | Allemagne | Telekom                 | 41 h 13 min 28 s |
| 2e | Stefano Garzelli     | Italie    | Mapei-Quick Step        | + 3 min 33 s     |
| 3e | Yaroslav Popovych    | Ukraine   | Landbouwkrediet-Colnago | + 3 min 50 s     |
| 4e | Eddy Mazzoleni       | Italie    | Tacconi Sport           | + 3 min 57 s     |
| 5e | Francesco Casagrande | Italie    | Fassa Bortolo           | + 4 min 08 s     |
| 6e | Ángel Vicioso        | Espagne   | Kelme-Costa Blanca      | + 4 min 09 s     |
| 7e | Paolo Savoldelli     | Italie    | Index-Alexia Alluminio  | + 4 min 27 s     |
| 8e | Gilberto Simoni      | Italie    | Saeco-Longoni Sport     | + 4 min 29 s     |
| 9e | Wladimir Belli       | Italie    | Fassa Bortolo           | + 4 min 39 s     |
| 10e | Pietro Caucchioli    | Italie    | Alessio                 | + 4 min 41 s     |

## Classements annexes
| Classement par points | Classement par points | Classement par points | Classement par points        | Classement par points |
| Coureur               | Coureur               | Pays                  | Équipe                       | Points                |
| --------------------- | --------------------- | --------------------- | ---------------------------- | --------------------- |
| 1er                   | Massimo Strazzer      | Italie                | Phonak Hearing Systems       | 81 pts                |
| 2e                    | Mario Cipollini       | Italie                | Acqua & Sapone-Cantina Tollo | 78 pts                |
| 3e                    | Fabrizio Guidi        | Italie                | Team Coast                   | 62 pts                |
| 4e                    | Francesco Casagrande  | Italie                | Fassa Bortolo                | 54 pts                |
| 5e                    | Stefano Garzelli      | Italie                | Mapei-Quick Step             | 51 pts                |

| Classement par points | Classement par points | Classement par points | Classement par points        | Classement par points |
| Coureur               | Coureur               | Pays                  | Équipe                       | Points                |
| --------------------- | --------------------- | --------------------- | ---------------------------- | --------------------- |
| 1er                   | Massimo Strazzer      | Italie                | Phonak Hearing Systems       | 81 pts                |
| 2e                    | Mario Cipollini       | Italie                | Acqua & Sapone-Cantina Tollo | 78 pts                |
| 3e                    | Fabrizio Guidi        | Italie                | Team Coast                   | 62 pts                |
| 4e                    | Francesco Casagrande  | Italie                | Fassa Bortolo                | 54 pts                |
| 5e                    | Stefano Garzelli      | Italie                | Mapei-Quick Step             | 51 pts                |

| Classement de la montagne | Classement de la montagne | Classement de la montagne | Classement de la montagne | Classement de la montagne |
| Coureur                   | Coureur                   | Pays                      | Équipe                    | Points                    |
| ------------------------- | ------------------------- | ------------------------- | ------------------------- | ------------------------- |
| 1er                       | Stefano Garzelli          | Italie                    | Mapei-Quick Step          | 19 pts                    |
| 2e                        | Francesco Casagrande      | Italie                    | Fassa Bortolo             | 10 pts                    |
| 3e                        | Ruggero Marzoli           | Italie                    | Formaggi Trentini         | 9 pts                     |
| 4e                        | Gilberto Simoni           | Italie                    | Saeco-Longoni Sport       | 6 pts                     |
| 5e                        | Alessandro Petacchi       | Italie                    | Fassa Bortolo             | 5 pts                     |

| Classement de la montagne | Classement de la montagne | Classement de la montagne | Classement de la montagne | Classement de la montagne |
| Coureur                   | Coureur                   | Pays                      | Équipe                    | Points                    |
| ------------------------- | ------------------------- | ------------------------- | ------------------------- | ------------------------- |
| 1er                       | Stefano Garzelli          | Italie                    | Mapei-Quick Step          | 19 pts                    |
| 2e                        | Francesco Casagrande      | Italie                    | Fassa Bortolo             | 10 pts                    |
| 3e                        | Ruggero Marzoli           | Italie                    | Formaggi Trentini         | 9 pts                     |
| 4e                        | Gilberto Simoni           | Italie                    | Saeco-Longoni Sport       | 6 pts                     |
| 5e                        | Alessandro Petacchi       | Italie                    | Fassa Bortolo             | 5 pts                     |

| Classement par équipes | Classement par équipes | Classement par équipes | Classement par équipes |
| Équipe                 | Équipe                 | Pays                   | Temps                  |
| ---------------------- | ---------------------- | ---------------------- | ---------------------- |
| 1re                    | Kelme-Costa Blanca     | Espagne                | 123 h 19 min 20 s      |
| 2e                     | Alessio                | Italie                 | + 4 min 20 s           |
| 3e                     | Mapei-Quick Step       | Italie                 | + 8 min 07 s           |
| 4e                     | Lampre-Daikin          | Italie                 | + 8 min 41 s           |
| 5e                     | Telekom                | Allemagne              | + 9 min 09 s           |

| Classement par équipes | Classement par équipes | Classement par équipes | Classement par équipes |
| Équipe                 | Équipe                 | Pays                   | Temps                  |
| ---------------------- | ---------------------- | ---------------------- | ---------------------- |
| 1re                    | Kelme-Costa Blanca     | Espagne                | 123 h 19 min 20 s      |
| 2e                     | Alessio                | Italie                 | + 4 min 20 s           |
| 3e                     | Mapei-Quick Step       | Italie                 | + 8 min 07 s           |
| 4e                     | Lampre-Daikin          | Italie                 | + 8 min 41 s           |
| 5e                     | Telekom                | Allemagne              | + 9 min 09 s           |